# Klasztor Bernardynów w Drui
Klasztor Bernardynów w Drui – zabytkowy barokowy rzymskokatolicki zespół klasztorny w Drui, użytkowany przez zakon bernardynów od 1643 do 1852. Od 1852 kościół klasztorny był siedzibą parafii, w XX wieku przekazany marianom. Kościół klasztorny Trójcy Przenajświętszej jest równocześnie siedzibą parafii należącej do diecezji witebskiej.

## Historia
Fundatorem klasztoru był Kazimierz Lew Sapieha, budowa kompleksu trwała od 1643 do 1646. Klasztor funkcjonował do 1852, kiedy został zamknięty przez władze carskie. Kościół pozostał czynny jako siedziba parafii rzymskokatolickiej. Od 1923 do 1938 klasztorem administrowali marianie, którzy od 1930 prowadzili w Drui gimnazjum.
W czasie II wojny światowej, w 1944 roku, kościół został uszkodzony przez bombę lotniczą i spłonął. Zniszczeniu podczas pożaru uległo cenne wyposażenie ruchome, m.in. rokokowe organy, obrazy, drewniane rzeźby. Po wojnie został odremontowany i po zakończeniu remontu w 1948 roku został zamknięty przez władze sowieckie. Urządzono w nim magazyn nawozów sztucznych. Wjeżdżając ciągnikami do kościoła, zniszczono posadzki. W dawnym klasztorze urządzone zostało technikum budowlane, a następnie studium melioracji. Po 1956 obiekty nie były użytkowane. Opuszczony kościół niszczał, dach wpadł do środka, wyrosły w nm drzewa. W 1989 kompleks klasztorny został zwrócony marianom, którzy rozpoczęli jego remont, podczas którego odnowiono i częściowo zrekonstruowano barokowo-rokokowy wystrój wnętrza.

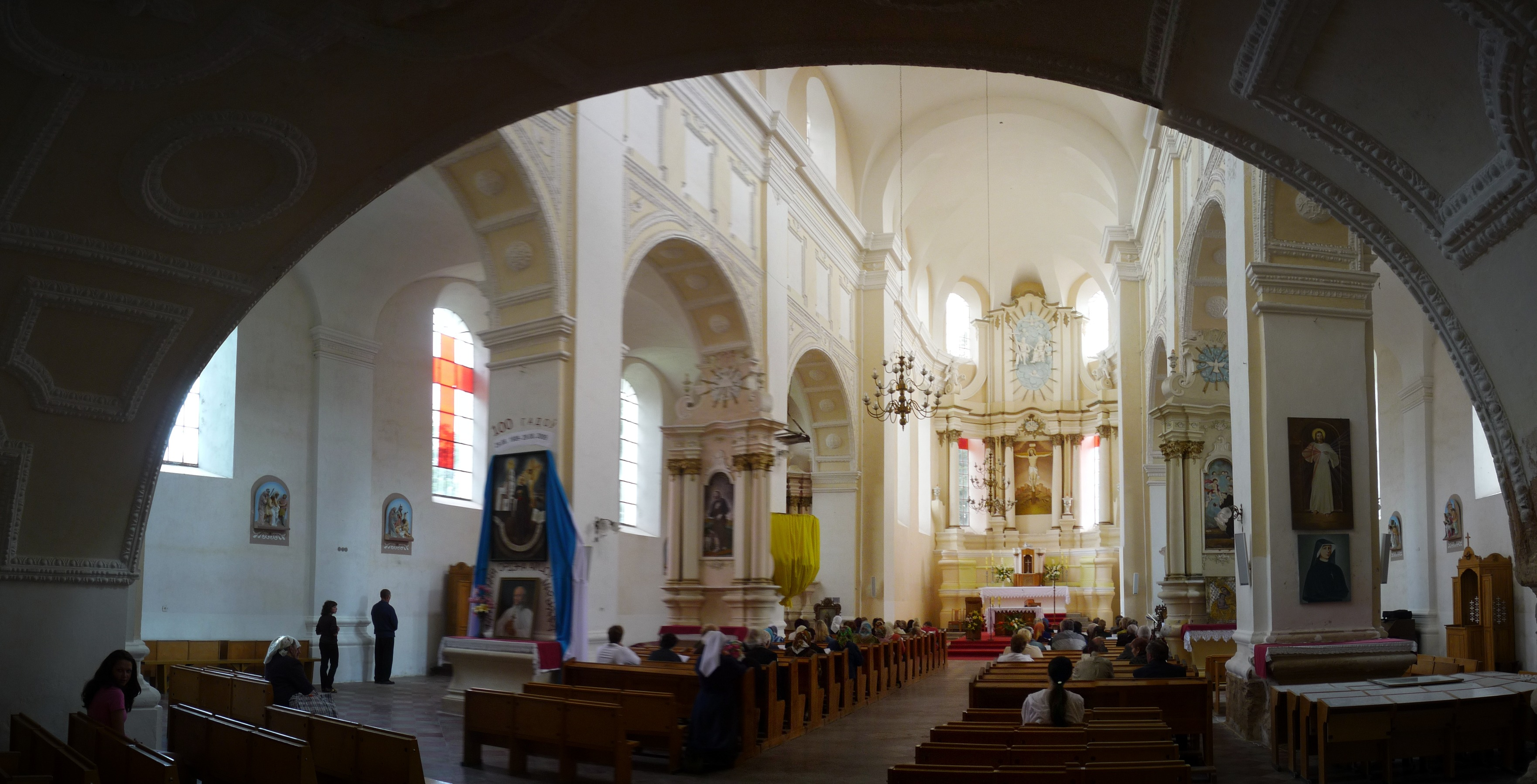
Wnętrze kościoła

## Architektura
Kościół pobernardyński w Drui jest trójnawową i jednowieżową bazyliką o półkoliście zamkniętym prezbiterium, do którego przylega pojedyncza zakrystia. Bliźniaczym jego kościołem jest kościół parafialny w Siekiatyczach ukończony także przez Kazimierza Leona Sapiehę. Wieża kościelna, nadbudowana w 1772 roku przypuszczalnie wg projektu Antonio Paracca, jest konstrukcją czterokondygnacyjną, usytuowaną w centrum elewacji frontowej, zdobioną narożnymi pilastrami i gzymsami. Na poszczególnych kondygnacjach znajdują się otwory okienne różniące się kształtem. Ściany boczne kościoła podtrzymują szkarpy. Nawy boczne są wyraźnie niższe od głównej, ich szczyty dekorowane są wolutami.
Wnętrza były dawniej zdobione sztukateriami typu lubelskiego.
W kościele klasztornym w Drui znajdują się nowoczesne (z 1995-1996) kopie barokowego ołtarza głównego z lat 1764-1767, czterech rokokowych ołtarzy bocznych oraz ambony. We fragmentach przetrwały oryginalne sztukaterie.
Klasztor, łączący się z kościołem, jest dwukondygnacyjną budowlą na planie czworoboku.
W XVIII wieku zbudowano też barokową bramkę przed kościołem.

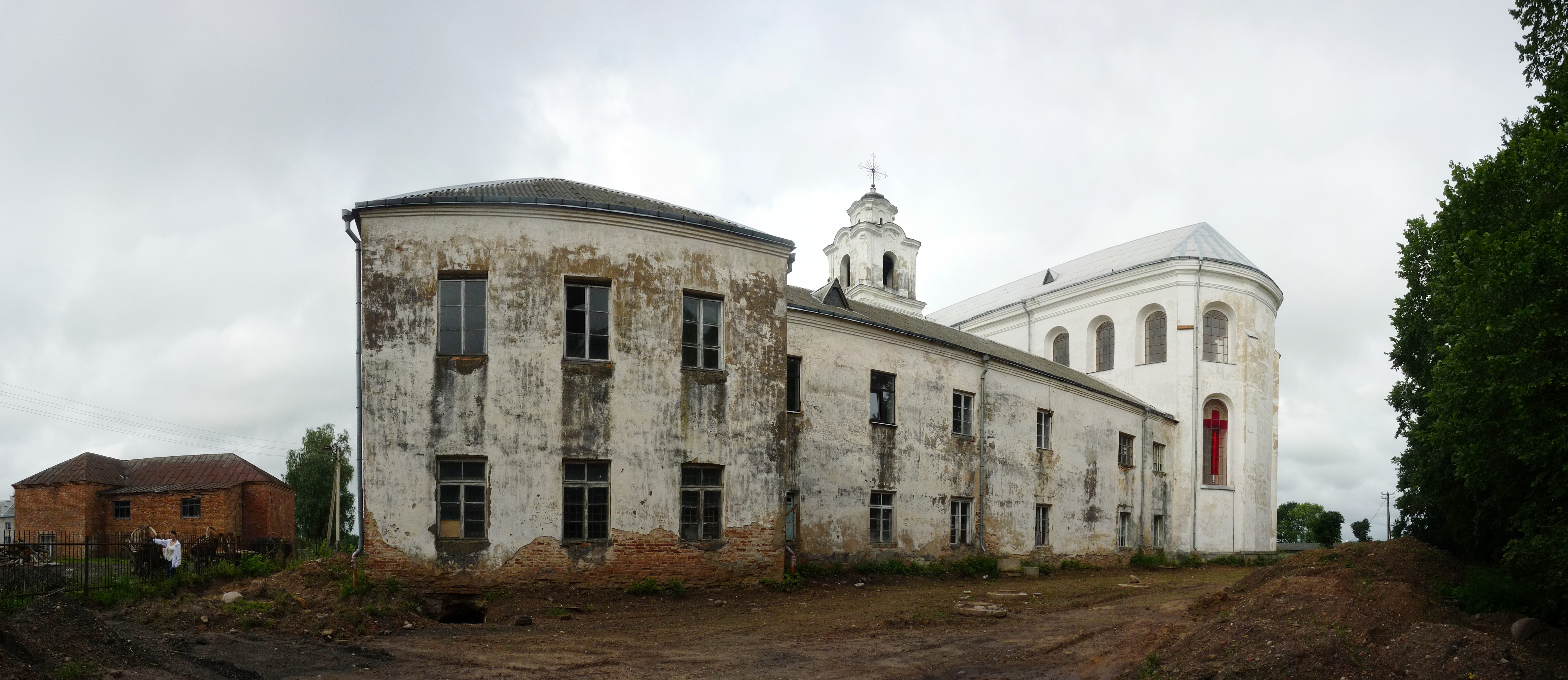
Budynek klasztoru